# Вуббен-Мой, Лотте
Карлотта Мэй Вуббен-Мой (англ. Carlotte Mae Wubben-Moy; род. 11 января 1999, Боу, Большой Лондон) — английская футболистка, выступающая на позиции защитника в футбольном клубе «Арсенал», а также в составе национальной сборной Англии. Провела в резервном составе чемпионат Европы 2022 и летние Олимпийские игры 2020. В составе «Арсенала» стала обладательницей кубка Англии и кубка лиги.

## Достижения

### Клубные
Северная Каролина Тар Хилз
- Финалистка Кубка Первого дивизиона НАСС[англ.] (2): 2018[англ.], 2019[англ.]
- Победительница регулярного сезона Конференции атлантического побережья (2): 2018, 2019
- Победительница Футбольного турнира Конференции атлантического побережья[англ.] (2): 2017[англ.], 2019[англ.]

Арсенал
- Серебряный призёр Чемпионата Англии: 2021/2022[6]
- Обладательница Кубка Англии: 2015/2016[англ.][6]
- Обладательница Кубка лиги[англ.]: 2015[англ.][6]
- Победительница Лиги чемпионов УЕФА (1): 2024/2025

### В составе сборной
Сборная Англии:
- Обладательница Arnold Clark Cup[англ.]: 2022[англ.][6]
- Чемпионка Европы: 2022, 2025